# Wehdem
Wehdem ist ein Ortsteil der Gemeinde Stemwede im nordrhein-westfälischen Kreis Minden-Lübbecke mit geschlossenem Ortskern am Südhang des Stemweder Bergs in der Norddeutschen Tiefebene. Hier leben etwa 1600 Menschen. Der Ort verfügt über eine Sekundarschule, eine Zweifachturnhalle, einen Kindergarten und Sportanlagen.
Wehdem ist Preisträger im Wettbewerb Unser Dorf soll schöner werden.

## Geschichte
969 wurde Wehdem erstmals urkundlich erwähnt. Bis zur Franzosenzeit gehörte der Ort zur Vogtei Stemwederberg im Amt Rahden des Fürstentums Minden. Von 1807 bis 1810 gehörte der Ort zum Kanton Levern des napoleonischen Satellitenstaats Königreich Westphalen. Von 1811 bis 1813 gehörte Wehdem unmittelbar zu Frankreich und war dort Sitz der Mairie Wehdem im Arrondissement Minden des Departements der Oberen Ems.  1816 kam Wehdem zum neuen Kreis Rahden, aus dem 1832 der Kreis Lübbecke wurde. Bis zum 31. Dezember 1972 bildete Wehdem eine Gemeinde im Amt Wehdem bzw. seit 1936 im Amt Dielingen-Wehdem des Kreises Lübbecke. Am 1. Januar 1973 wurde die Gemeinde Wehdem aufgrund des Bielefeld-Gesetzes Teil der neuen Gemeinde Stemwede im Kreis Minden-Lübbecke.

## Wappen
| | Blasonierung: „In Silber (Weiß) ein schwarzes, schräg liegendes schwarzes Kurzschwert, im Schildhaupt ein roter Dreiberg.“ |
| Wappenbegründung: Das Wappen wurde vom Oberpräsidenten der preußischen Provinz Westfalen am 25. Mai 1939 dem Amt Dielingen-Wehdem verliehen. Das Schwert steht für die frühe Gerichtsbarkeit des Ortes Wehdem. Es stammt aus dem Siegel des Gehrke Wedeham, Richter auf dem Stemwede. Der Dreiberg symbolisiert die Nähe und die Verbundenheit zum Stemweder Berg. Die Farben sind die Mindener Stiftsfarben. Nach Auflösung des Amtes führt die Ortschaft Wehdem das Wappen weiter. | |

## Persönlichkeiten
- Fritz Brosin (1858–1900), Mediziner und Kletterpionier
- Gustav Niermann (1919–1989), Landwirt und CDU-Politiker

## Verkehr
Die nächsten Anschlussstellen sind Melle-Ost und Kirchlengern an der A 30 sowie der Übergang in die B 51/B 65 an der A 33.

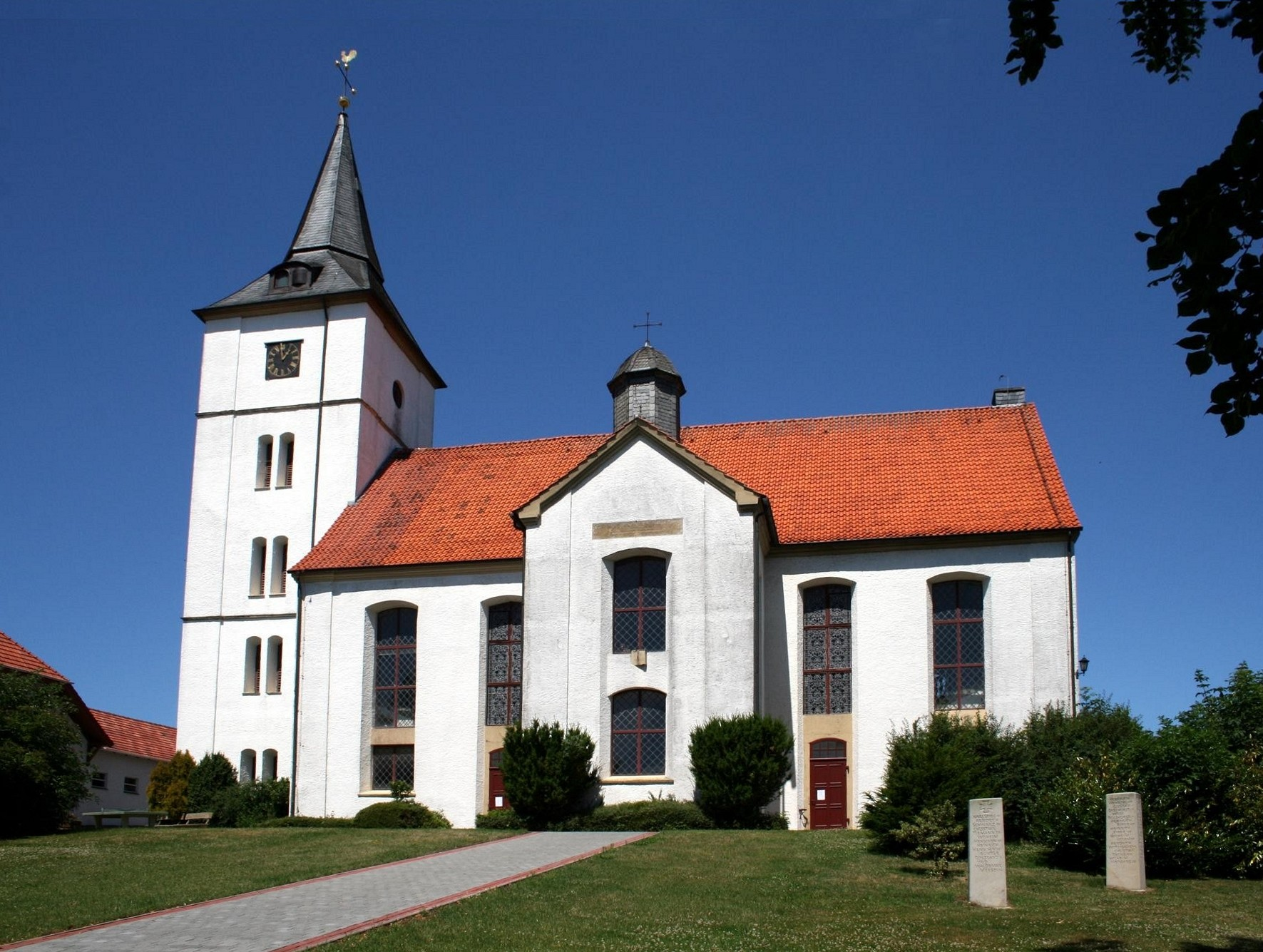
Die Wehdemer Kirche
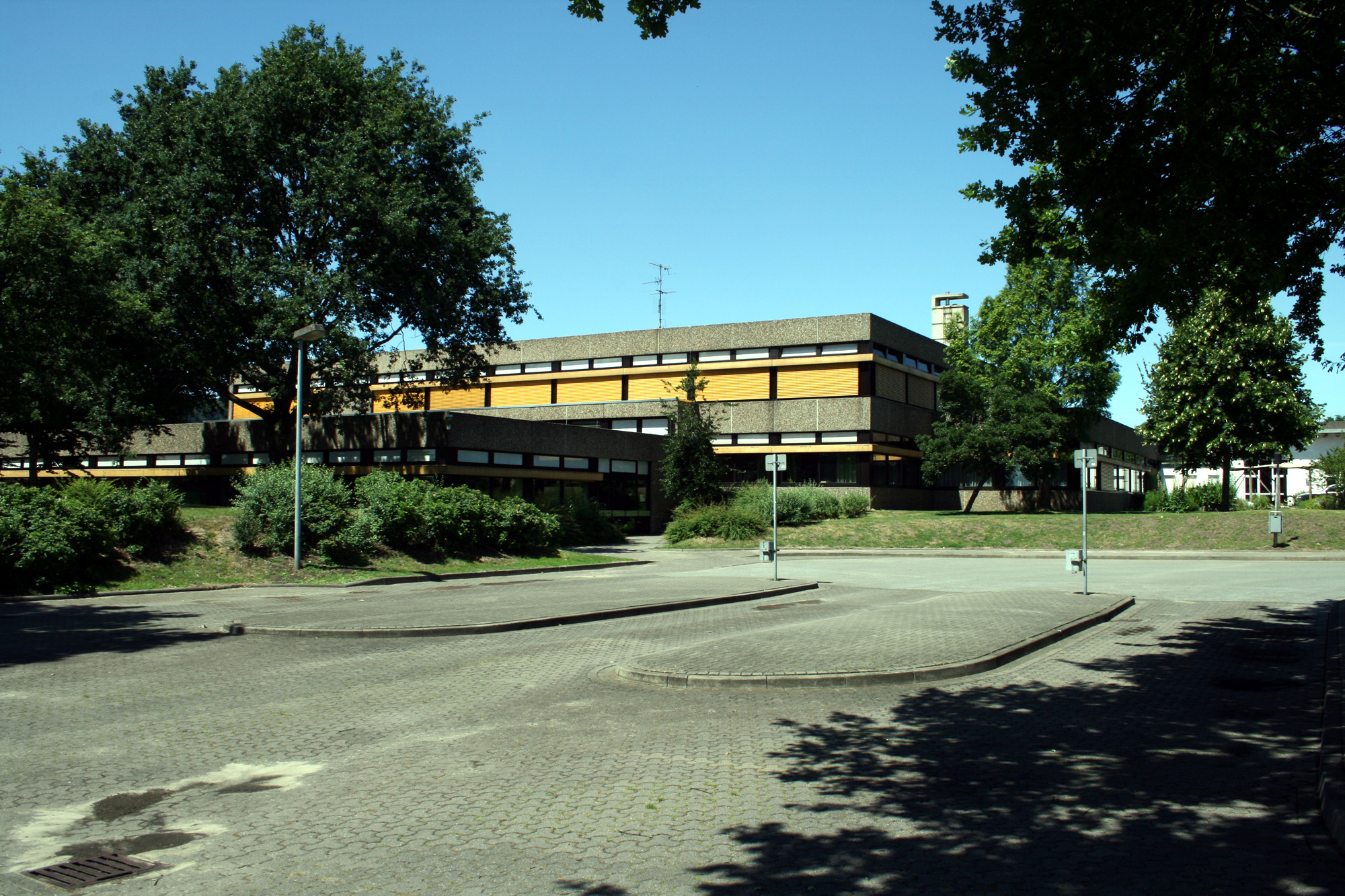
Schulzentrum Wehdem
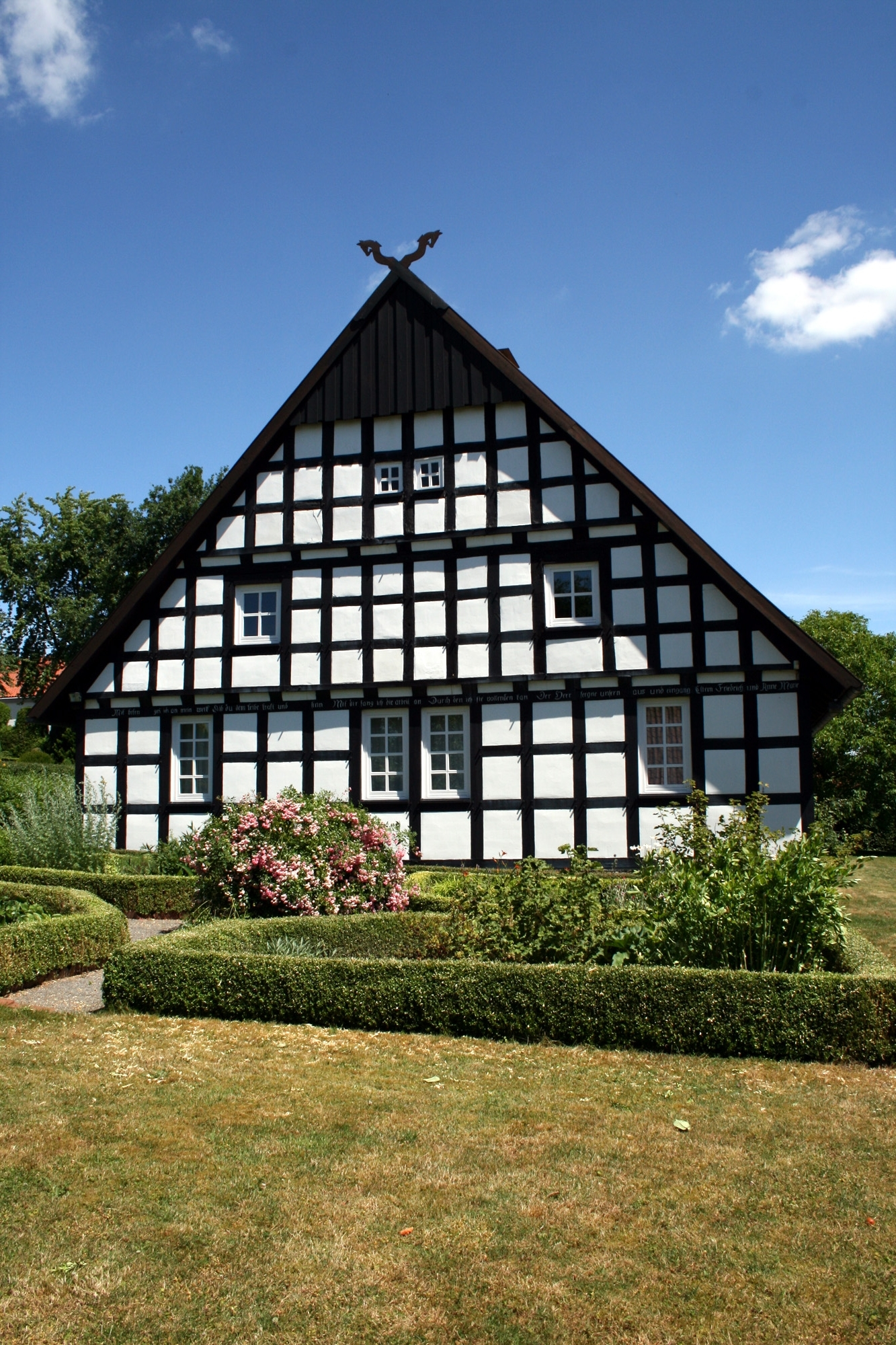
Heimathaus in Wehdem